# Francesco Verri
Francesco Verri (11 de julho de 1885 — 6 de junho de 1945) foi um ciclista italiano e campeão olímpico em 1906. Competiu como um ciclista profissional de 1906 a 1924.

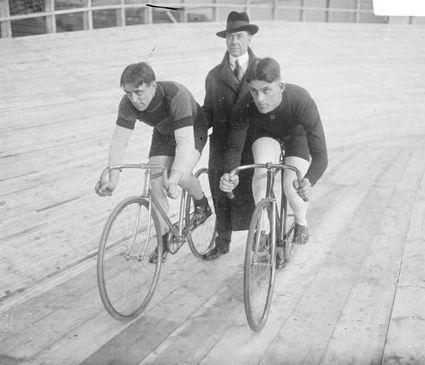
Francesco Verri e Reggie McNamara em 1917

## Carreira
Francesco Verri conquistou três medalhas de ouro nos Jogos Olímpicos Intercalados de 1906, em Atenas (velocidade, contrarrelógio e 5 000 m) e o título de campeão mundial amador, no mesmo ano.